# 李荣威
李荣威（1926年12月23日—2011年1月5日），回族，京剧演员，工净行。

## 生平
李荣威十岁时进入“荣春社”，先后向孙盛文、尚小云、宋富亭、裘盛戎等京剧名家学习，后拜侯喜瑞、苏连汉为师。

## 代表作品
现代京剧《六号门》。在剧中，李荣威饰演了天津码头搬运工人“胡二”的形象，曾得到周恩来的接见和肯定。

## 荣誉
2008年，李荣威被评选为国家级「非物质文化遗产」代表性传承人。